# Ai Hashimoto

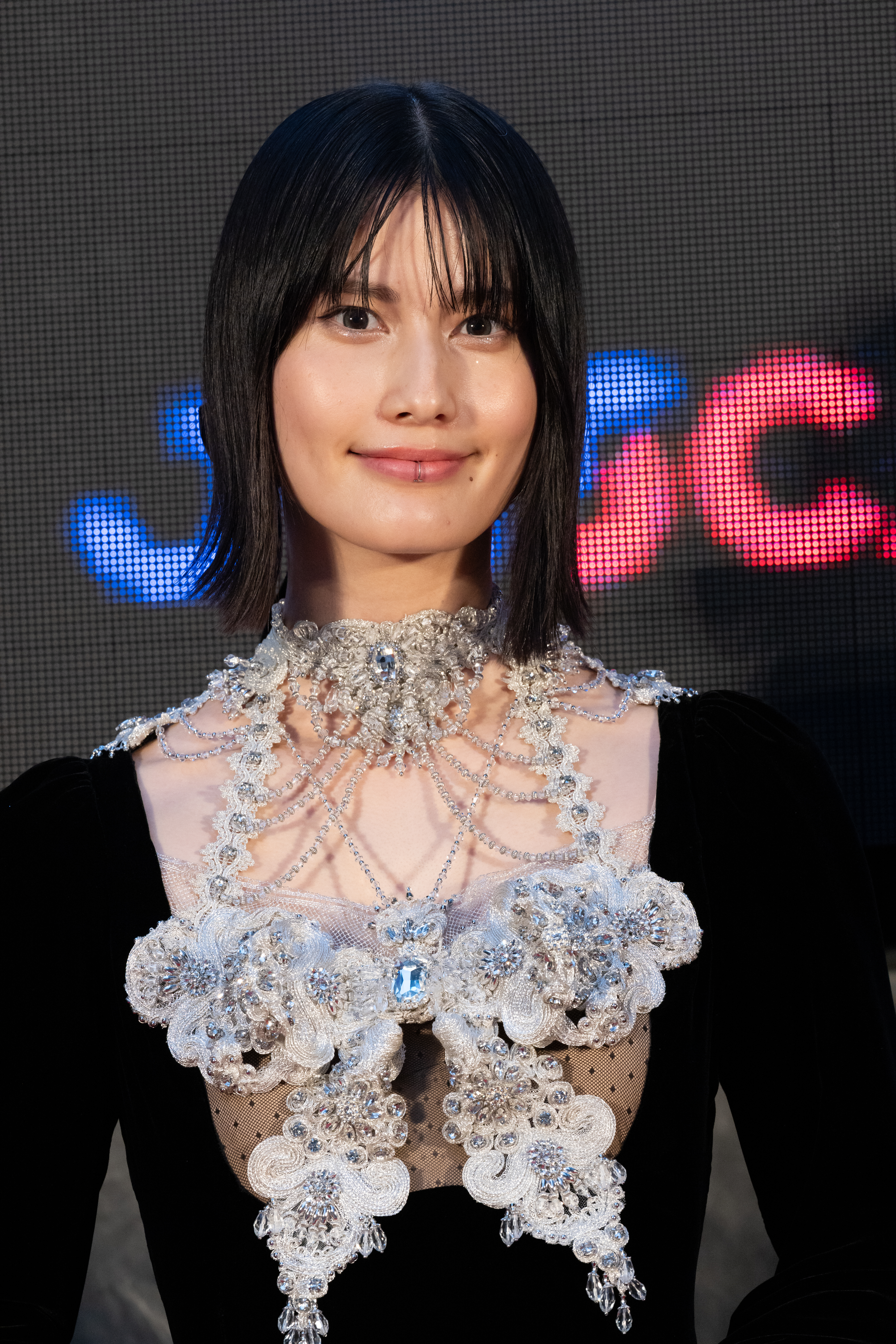
Ai Hashimoto beim Tokyo International Film Festival 2024

Ai Hashimoto (jap. 橋本 愛, Hashimoto Ai; * 12. Januar 1996 in der Präfektur Kumamoto) ist ein japanisches Model und Schauspielerin.

## Karriere
Ihre Mutter meldete die damals zwölfjährige Ai Hashimoto 2008 für die HuAHuA Audition des Entertainment-Unternehmens Newcome Inc. an, bei der sie den Grand Prix gewann und von Sony Music Artists (SMA) unter Vertrag genommen wurde. 2009 wurde sie zur Miss Seventeen der Zeitschrift Seventeen gewählt und setzte sich dabei gegen 5267 Mitbewerber durch.
Ihr Schauspieldebüt gab sie im Low-Budget-Film Give and Go (2009), in dem sie ein schwerhöriges Mädchen spielt, das für Basketball schwärmt. 2010 spielte sie die Rolle der Mizuki Kitahara im Psychothriller Geständnisse, der als japanischer Beitrag unter die letzten Neun für den Oscar als Bester fremdsprachiger Film 2011 kam. 2012 spielte sie die Hauptrolle im Horrorfilm Sadako 3D.
2023 erhielt Hashimoto in Hirokazu Koreedas Netflix-Serie The Makanai: Cooking for the Maiko House eine Nebenrolle; sie spielt Momoko, eine erfahrene und von vielen bewunderte Maiko.

## Filmografie
- 2009: Give and Go
- 2010: Geständnisse
- 2011: Avatar
- 2011: Kanseitō
- 2012: Sadako 3D
- 2012: Blood-C: The Last Dark (Synchronisation)
- 2012: Kirishima bukatsu yamerutteyo
- 2012: Another
- 2013: Sayonara Debussy
- 2013: Ore wa Mada Honki Dashitenai Dake (Synchronisation)
- 2014: Otona drop
- 2014: The World of Kanako
- 2014: Little forest Natsu hen Aki hen
- 2014: Parasyte (Kiseijū)
- 2015: Wonderful World End
- 2015: Little forest Fuyu hen Haru hen
- 2015: Parasyte 2 (Kiseijū Kanketsu-hen)
- 2016: Birthday Card
- 2023 The Makanai: Cooking for the Maiko House

### Dorama
- 2013: Hard Nuts
- 2013: Amachan
- 2014: Aoyama 1-seg Kaihatsu
- 2014: 24jikan Joyū ~Matsu Onna~